# Jiang Shuo
Jiang Shuo (蔣 朔S, Jiáng ShuòP; Pechino, 1958) è una scultrice contemporanea cinese con cittadinanza austriaca che vive tra Berlino, Pechino e la Carinzia, Austria.

## Biografia
Jiang Shuo è nata nel 1958 a Pechino, in Cina. Dal 1978 al 1982 ha studiato scultura presso la Central Academy of Arts and Design - ora Central Academy of Fine Arts - un dipartimento della Tsinghua University di Pechino, ed è stata la prima donna a diplomarsi con un master in Cina. Ha studiato con lo scultore Professor Zheng Ke per tre anni, diventando la prima scultrice in Cina a completare un diploma di post-laurea dopo la Rivoluzione culturale. Jiang divenne poi docente presso la stessa istituzione dal 1986 al 1989. In quell'anno emigrò con il marito scultore Wu Shaoxiang e il loro figlio di tre anni. Si stabilirono a Klagenfurt, in Carinzia, dove fondarono uno studio congiunto. Nel 2006 ha aperto inoltre un atelier a Pechino. A seguito della sua crescente popolarità, il 2012 ha visto l'apertura di un altro studio a Berlino. Da allora Jiang ha esposto le sue sculture in tutto il mondo, tra cui in Austria, Indonesia, Singapore e Svizzera. Le sue opere vengono regolarmente vendute a Pechino, Hong Kong, Vienna e New York.

## Produzione artistica
Le prime opere di Jiang in bronzo possiedono una qualità facilmente recepibile. Questi lavori raggiunsero il riconoscimento in Cina ancor prima che lei partisse per l'Austria nel 1989. Tali sculture suggeriscono ricordi di infanzia felici di bambini innocenti che si divertono praticando sport, suonando musica e restituendo il caldo abbraccio della loro madre - il che suggerisce i forti valori familiari di Jiang.
Jiang divenne famosa però con la sua iconica serie "Red Guard", iniziata nel 2003. Questi anonimi guerrieri con la bocca aperta, che indossano l'uniforme della Guardia Rossa, sono fusi nell'antica tecnica della cera persa. Portano in mano o una bandiera rossa o il Libretto Rosso, e riflettono sia la sua esperienza personale di giovane Guardia Rossa durante la Rivoluzione culturale, sia le sue osservazioni di outsider verso una Cina che si stava facendo macchina capitalista.
Nel 1993, dopo che la sua famiglia ottenne la cittadinanza austriaca, Jiang tornò in Cina e fu testimone diretta degli ironici cambiamenti che stavano avvenendo: le Guardie Rosse, che in precedenza perseguitavano gli elementi "borghesi" della società, erano diventati gli uomini d'affari che guidavano la fiorente economia cinese.
Il lavoro di Jiang progrediva con le sue figure della Guardia Rossa - per esempio Cloud Rider, Terracotta Red (2008) e Run 2 (2006) - che ora iniziarono a posare accanto a elementi della cultura materialistica occidentale, che andarono a sostituire il Libretto Rosso. Le figure cantavano allora il karaoke, bevevano Coca-Cola, mangiavano McDonald's, cavalcavano in cima a delle vistose automobili; tutte riflettono lo stile di vita dei ricchi uomini d'affari che perseguivano una vita piena di lusso commerciale. Lo spiritoso aspetto da cartone animato di queste Guardie rosse li avvicina al nostro contemporaneo concetto di bellezza, adottato soprattutto da alcuni stili dicultura pop. Il tema è serio, ma la presentazione è rilassante e divertente. Provocano risate e allo stesso tempo evocano un senso di instabilità complesso e inesplicabile. Tali profondi indizi danno allo spettatore molto di cui pensare.

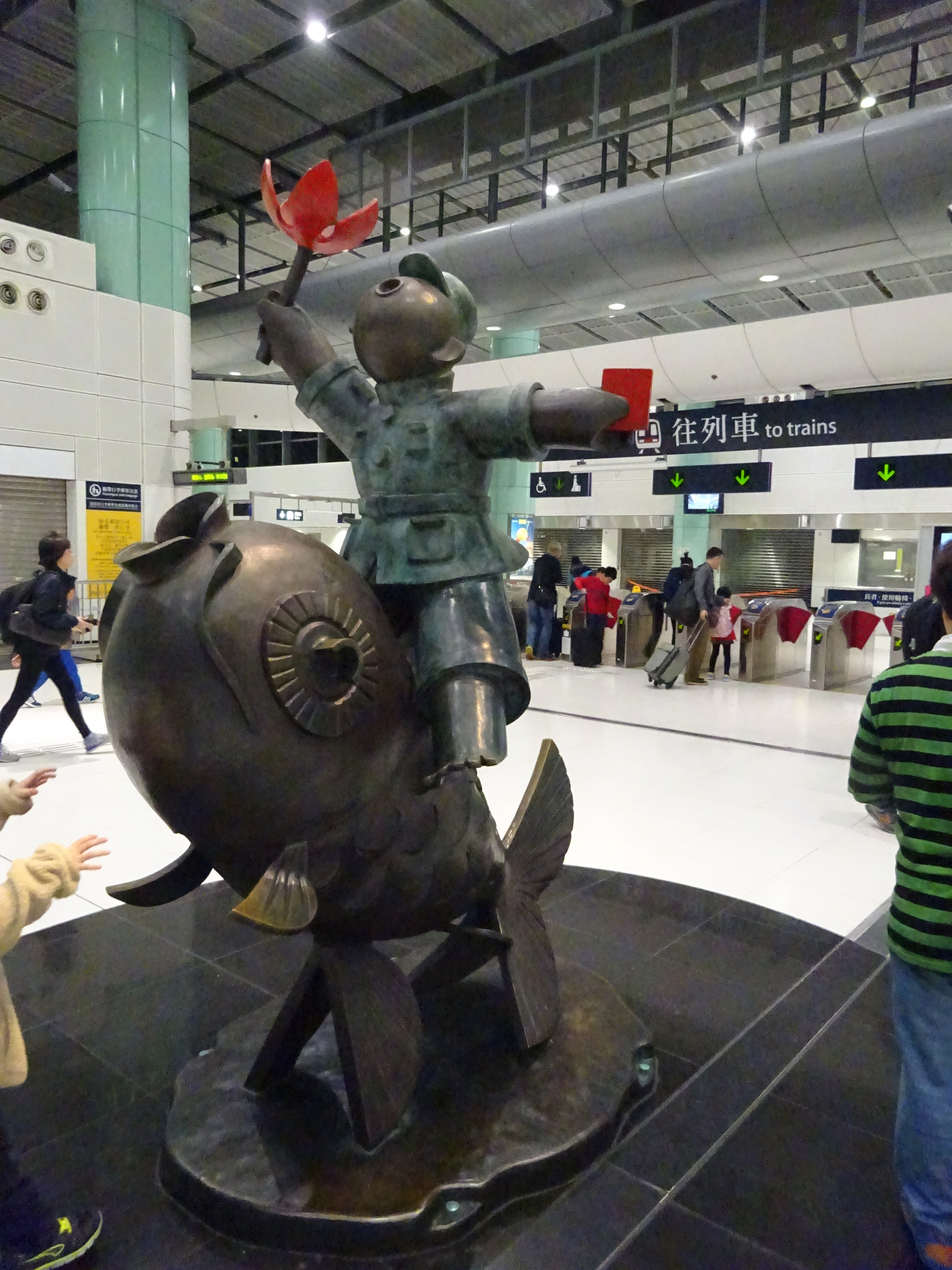
Bauhinia Rider, Departure Concourse, MTR Lok Ma Chau Station, Hong Kong, 2010

## Mostre
- Personale, Temptation, Schütz Fine Art-Chinese Department, Vienna, Austria, 2018
- Fair for Art Hofburg Vienna, Schütz Fine Art-Chinese Department, Vienna, Austria, 2018[9][10]
- Art & Antique Residenz Salzburg (marzo e agosto), Salisburgo, Austria, Schütz Fine Art-Chinese Department Art & Antique, 2018
- Art & Antique Vienna, Austria, Schütz Fine Art-Chinese Department, 2018
- Art Stage Indonesia, Linda Art Center, Indonesia, 2017
- Art Vienna, Leopold Museum, Vienna, Austria, Schütz Fine Art-Chinese Department, 2017
- Art & Antique Residenz Salzburg (marzo e agosto), Salisburgo, Austria, Schütz Fine Art-Chinese Department Art & Antique, 2017
- Art & Antique Vienna, Austria, Schütz Fine Art-Chinese Department, 2017
- Art & Antique Residence Salzburg (marzo e agosto), Salisburgo, Austria, Schütz Fine Art - Chinese Department
- Art Miami New York, Schütz Fine Art-Chinese Department
- Contemporary Chinese Art, Vienna, Austria, Schütz Fine Art-Chinese Department, 2017
- Art & Antique Hofburg Vienna, Vienna, Austria, Schütz Fine Art-Chinese Department, 2017
- Hong Kong Art, Hong Kong Art Center, Angela Li Contemporary, Hong Kong, 2017
- Art Beijing Archiviato il 19 gennaio 2019 in Internet Archive., Agriculture Exhibition Hall, Linda Gallery, 2017
- 10 Years Anniversary of Linda Art Center Exhibition, 798, Cina, 2016
- 60 Years of Anniversary of Tsing Hua University Art Academy, Art Museum of Tsing Hua University Art Academy, Pechino, Cina, 2016
- 2015 Art Salzburg, Salisburgo, Austria, Schütz Fine Art-Chinese Department, 2015
- Olympia Art Fair, Olympia, Londra, Regno Unito, Schütz Fine Art-Chinese Department 2015
- Art & Antique Residenz Salzburg (marzo e agosto), Salisburgo, Austria, Schütz Fine Art-Chinese Department, 2015
- 20 years Schütz Fine Art, Schütz Fine Art, Vienna, Austria, 2015
- Art & Antique Hofburg Vienna, Austria, Schütz Fine Art-Chinese Department, 2015
- Invisible Hand, assieme a Wu Shaoxiang, Linda Art Centre, 798, Pechino, Cina 2015[11]
- Art Stage Singapore, Singapore, Linda Gallery, 2015
- Dolls and Masks, assieme a Wu Shaoxiang, Museum of Contemporary Art, Singapore, 2014[12]
- 2014 Art Stage Singapore, Linda Gallery Art Taipei, Taiwan, Linda Gallery, 2014
- Red vs. Green Archiviato il 17 febbraio 2020 in Internet Archive., assieme a Wu Shaoxiang, Werner Berg Museum, Bleiburg, Austria 2014[13]
- Art Beijing, Agriculture Exhibition Hall, Linda Gallery, 2013
- 2012 Across History II – Invitation of Chinese Contemporary Art Exhibition, G- Dot Art Space, Pechino, Cina, 2012
- 2011 ART HK, Hong Kong Convention and Exhibition Centre, Plum Blossoms Gallery, 2011
- ART Beijing, China National Agriculture Exhibition Centre, Pechino, Cina, Linda Gallery, 2011
- SH Contemporary, Shanghai Exhibition Centre, Shanghai, Cina, Linda Gallery, 2011
- ART HK, Hong Kong Convention and Exhibition Centre, Plum Blossoms Gallery, 2010
- ART Singapore, SUNTEC Singapore, Singapore, Linda Gallery, 2010
- ART Singapore, SUNTEC Singapore, Singapore, Linda Gallery, 2009
- Personale, Today’s Red Guards, White8 Gallery, Vienna, Austria, 2009[14]
- China International Gallery Exposition, China World Trade Centre, Pechino, Cina, presentata da Linda Gallery, 2009
- ART Santa Fe, El Museo Cultural de Santa Fe, New Mexico, USA, Plum Blossoms Gallery, 2009
- 2008 Asian Contemporary Art Fair, Pier 92, New York, USA, Linda Gallery, 2008
- ART Singapore, SUNTEC Singapore, Singapore, Linda Gallery 2008
- Image and Concept, assieme a Wu Shaoxiang, Indonesia National Museum, Giacarta, Indonesia, 2008[15]
- Art International Zurich'', presentata da Art Seasons Lake Zurich Gallery, 2008
- Image and Concepts, mostra di Jiang Shuo e Wu Shaoxiang al Songzhuang Museum, Pechino, Cina, 2007
- Shanghai Art Fair 2007, Shanghai, Cina, 2007
- Jiang Shuo: Monument of Time, Plum Blossoms Gallery, Hong Kong, 2007
- ARTSingapore 2007, The Contemporary Asian Art Fair, Singapore, 2007
- Art Beijing 2007, Pechino, Cina, 2007
- China International Gallery Exposition 2007, Pechino, Cina, 2007
- Chase! Selected Sculpture Exhibition by Jiang Shuo & Wu Shao Xiang, Linda Gallery, Giacarta e Singapore, 2006
- China International Gallery Exposition (CIGE) 2006, Beijing World Trade Centre, Pechino, Cina, 2006
- Personale, Red Guards Today, Plum Blossoms Gallery, Hong Kong, 2005
- Personale, Red Guards, Plum Blossoms Gallery, Hong Kong, 2004
- Mostra collettiva, organizzata da Plum Blossoms Gallery alla International Asian Art Fair, New York City, New York, USA, 2003
- Mostra collettiva, First International Biennial of Contemporary Art in Austria, Hüttenberg Exhibition Center, Austria, 2002
- Sculpting, AAI Gallery, Vienna, assieme a Wu Shaoxiang, Schloss Wolfsberg, Wolfsberg, Austria, 2001
- Mostra collettiva, Hundred Years of Chinese Art, China Guardian Auctions, Pechino, Cina 2000
- Mostra collettiva, Salzburg Art Fair, Salisburgo, Austria, 1999
- Mostra collettiva con Wu Shaoxiang, Gallery Dida, Graz, Austria, 1999
- Mostra collettiva, the International Contemporary Art Fair, Palazzo Degli Affari, Firenze, Italia 1998
- Personale, City Hall, St. Veit, Austria, 1998
- Personale, Central Gallery, Graz, Austria, 1997
- Mostra collettiva con Wu Shaoxiang, Gallery Dida, Graz, Austria, 1996
- Mostra collettiva, Gallery Mandarin Oriental, Hong Kong, 1995
- Mostra collettiva presso la Austrian Art Association, City Gallery, Klagenfurt, Austria, 1994
- The Spirit of Times, Gallery Hinteregger, St. Pölten, Austria, 1993
- Personale, Europe House, Klagenfurt, Austria, 1993
- Mostra collettiva, Culture House, Klagenfurt, Austria, 1992
- Mostra collettiva con Wu Shaoxiang, Gallery Nemenz, Judenberg, Austria, 1992
- Mostra collettiva con Wu Shaoxiang, Gallery Akzent K, Stoccarda, Germania, 1991
- Mostra collettiva con Wu Shaoxiang, Raiffeisen Bank, Klagenfurt, Austria, 1991
- International Art Exhibition, Stadtgarten Gallery, Norden, Germania, 1990
- Mostra collettiva, the International Art Centre, Velden, Austria, 1990
- China National Exhibition of Fine Arts, China National Museum of Fine Arts, Pechino, Cina, 1988
- Today's Fine Arts in China, Toronto Exhibition Hall, Toronto, Canada, 1987
- Photo Exhibition of Prize-Winning Sculptures, China National Museum of fine Arts, Pechino, Cina 1986
- Personale, Central Academy of Arts & Design, Pechino, Cina, 1985
- First National Urban Sculpture Exhibition, China National Museum of fine Arts, Pechino, Cina, 1984
- The Central Academy of Arts & Design Exhibition, China National Museum of Fine Arts, Pechino, Cina, 1982

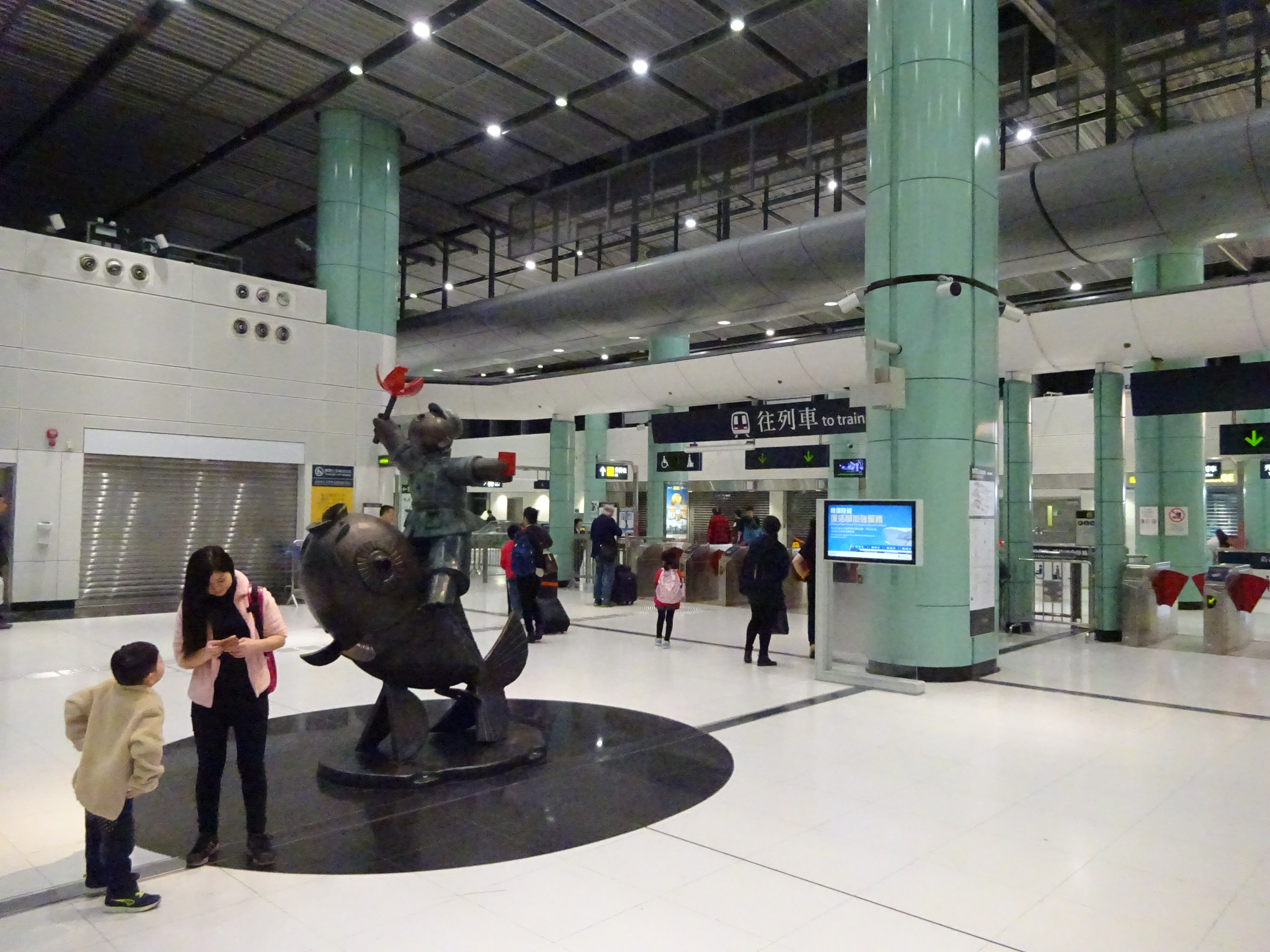
Bauhinia Rider, Departure Concourse, MTR Lok Ma Chau Station, Hong Kong, 2010

## Commissioni e opere in importanti collezioni
- White Cat, bronzo, 48 x 30 x 21 cm, Schütz Fine Art - Chinese Department, Vienna, Austria, 2015
- Lucky Cat, bronzo, 40 x 20 x 19 cm, Schütz Fine Art - Chinese Department, Vienna, Austria, 2015
- Cat Meeting, gruppo di tre bronzi, 16 x 20 x 17 cm, 16 x 18 x 18 cm, 16 x 18 x 15 cm, firmato, edizione 8, Schütz Fine Art - Chinese Department, 2015
- Great Jump, Werner Berg Museum, Bleiburg, Austria, 2015
- Chinese Cat, Wadsworth Art Collection, USA, 2013
- Victor 2, Schütz Fine Art, Vienna, Austria, 2012
- Narcissus, Art Collection of Castle Pakein, 2012
- Dancing, Copelouzos Art Museum, Atene, Grecia, 2011
- Going for money, bronzo, 53 x 52 x 20 cm, edizione 8, Schütz Fine Art - Chinese Department, Vienna, Austria, 2011
- Dancing, bronzo, 51 x 55 x 46 cm, firmato, 2/8, Schütz Fine Art - Chinese Department, Vienna, Austria, 2010
- Bauhinia Rider, Departure Concourse, MTR Lok Ma Chau Station, Hong Kong, 2010[16]
- Fruit of Paradise, in collaborazione con Wu Shaoxiang, Schütz Fine Art, Vienna, Austria, 2008
- Cat Rider, Hai Cheng Art Museum, Cina. 2007.
- Lion Rider, Art Museum Hong Kong, 2006
- Red Guards, Art Museum Hong Kong, 2005
- Red Guards- Going Forward! Making Money!, Langham Place Hotel, Hong Kong, 2004
- Christ, St. Margareten, Austria, 2000
- Ancient Vase, Hong Kong New World Development, Hong Kong, 1996
- Enjoyable Life, County Attendant Centre, Moosburg, Austria, 1996
- Sculpture for Kärtner Landesversicherung, Austria, 1995
- Designed trophies for Evolution Club, Ferlach, Austria, 1993
- Hand (Fountain), Köck Villa, Velden, Austria, 1992
- Design trofei per Advertising Award, 1991
- Design trofei per The Chinese Film Festival, Pechino, Cina, 1989
- Fisherman, Mi Yun Power Supply Bureau, Pechino, Cina, 1989
- Design trofei per The Ten Best Enterprises of China, 1988
- Summer, proclamata una delle più belle sculture in Cina
- Spirit of the Drunken City, 10 m, Qioatou Square, Luzhou, Cina, 1987
- Design trofei per il miglior film, Culture Ministry of China, 1984

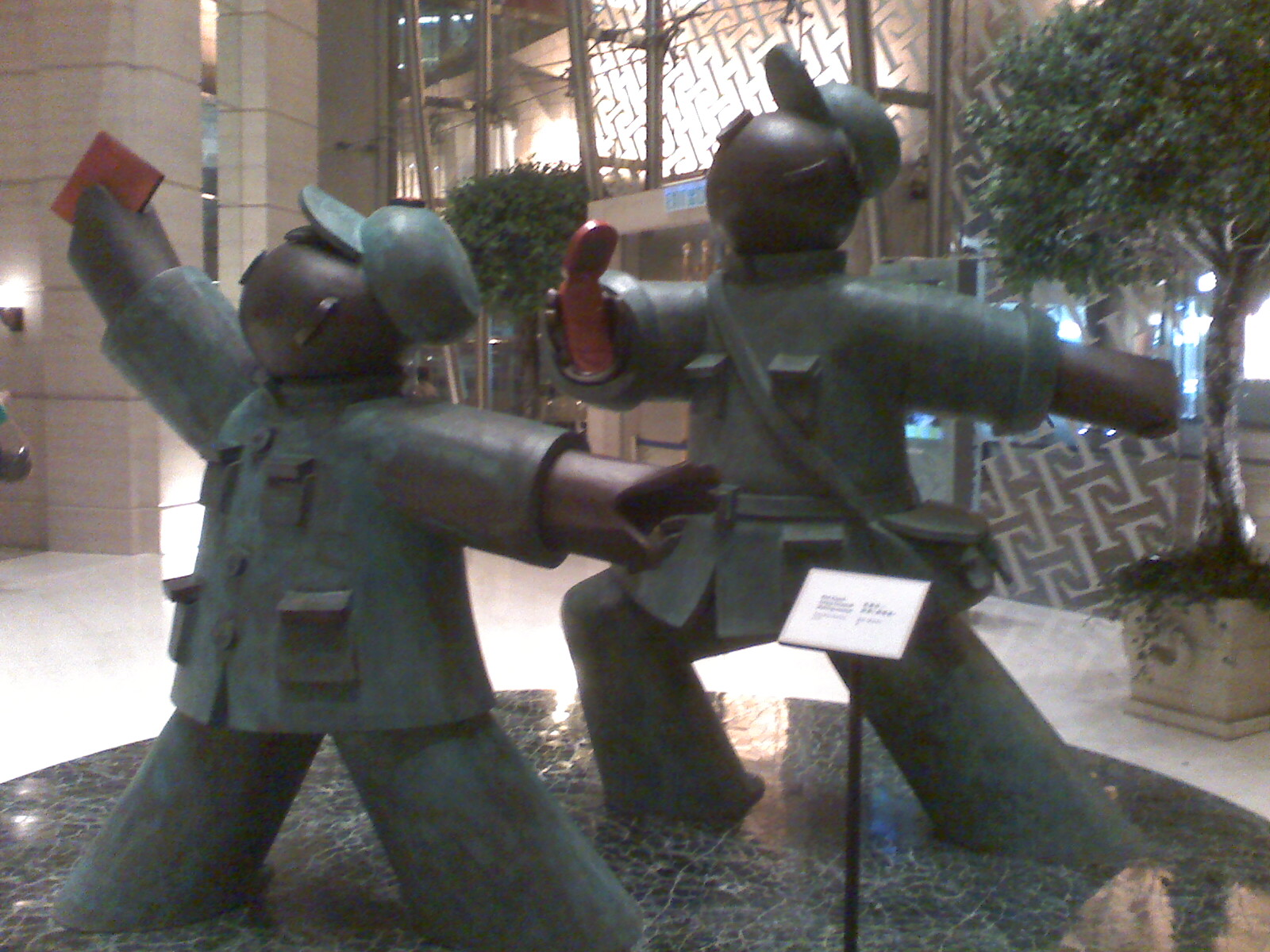
Red Guards - Going Forward! Making Money!, una scultura del 2004 di Jiang Shuo, esposta nella lobby del Langham Palace Hotel, a Hong Kong.

- Summer, Binghe Garden, Pechino, Cina.
- The Sea of Knowledge, The Central University of Finance and Economics, Pechino, Cina, 1984
- Design trofei per il miglior film, Culture Ministry of China, 1983
- Design trofei per il miglior film, Culture Ministry of China, 1982